# 姫野美沙緒
姫野 美沙緒（ひめの みさお、Misao Himeno、旧姓：黒木）は、日本の医学者。東京大学大学院医学系研究科 助教。学位は博士（医学）（岡山大学・2013年）。専門はウイルス学、感染症学など。

## 人物・経歴
岡山県立岡山朝日高等学校卒業。2002年4月 岡山大学農学部 農芸化学に入学、2006年3月 同大を卒業した。2006年4月 岡山大学大学院医歯薬学総合研究科 医歯科学専攻 修士課程に進み、2009年3月 同大 修士課程を修了。2009年4月 同大病態制御科学専攻 腫瘍制御学講座 博士課程に進み、2013年3月同大博士課程を修了。博士（医学）を取得。
修了までの2010年4月 - 2013年3月 岡山大学大学院医歯薬学総合研究科 腫瘍ウイルス学（現腫瘍微小環境学）の腫瘍ウイルス学で名高い加藤宣之教授の指導を受け、肝炎ウイルスなどに関する研究を行なった。2011年6月 - 2013年3月 熊本大学エイズ学研究センター 有海プロジェクト研究室の有海康雄准教授の指導を受け、ヒト免疫不全ウイルスなどに関する研究を行なった。この間、スイス連邦工科大学ローザンヌ校（EPFL）へ留学、ウイルス学で名高いDidier Tronoの指導を受けた。
修了後の2013年4月 - 2014年3月 熊本大学エイズ学研究センター 有海プロジェクト研究室 研究員。2014年5月 - 2015年8月 フィンランド国立 ヘルシンキ大学 ウイルス学教室 博士研究員。2016年4月 - 2017年6月 国立研究開発法人 産業技術総合研究所 最先端バイオ技術探究グループ 研究員。2020年4月、東京大学定量生命科学研究所 発生・再生研究部門 特任研究員（特別研究員）などに従事した。
2022年9月 - 現在 東京大学大学院医学系研究科 国際保健学専攻 国際生物医科学講座 発達医科学（MOI研究室） 助教に着任。国際保健学、ウイルス学などの研究や学生指導を行っている。

## 所属学会
- 日本ウイルス学会

など